# Есфін
Есфін (перс. اسفين) — село в Ірані, у дегестані Фармагін, у Центральному бахші, шагрестані Фараган остану Марказі. За даними перепису 2006 року, його населення становило 128 осіб, що проживали у складі 39 сімей.

## Клімат
Середня річна температура становить 12,30 °C, середня максимальна – 32,43 °C, а середня мінімальна – -11,63 °C. Середня річна кількість опадів – 264 мм.
| Клімат поселення                              | Клімат поселення | Клімат поселення | Клімат поселення | Клімат поселення | Клімат поселення | Клімат поселення | Клімат поселення | Клімат поселення | Клімат поселення | Клімат поселення | Клімат поселення | Клімат поселення | Клімат поселення |
| Показник                                      | Січ.             | Лют.             | Бер.             | Квіт.            | Трав.            | Черв.            | Лип.             | Серп.            | Вер.             | Жовт.            | Лист.            | Груд.            |                  |
| Середній максимум, °C                         | 7,44             | 10,11            | 15,18            | 20,42            | 24,82            | 31,65            | 32,43            | 31,35            | 26,86            | 20,96            | 14,06            | 8,21             |                  |
| Середня температура, °C                       | −2,1             | 0,58             | 5,65             | 10,88            | 15,28            | 22,12            | 25,98            | 24,90            | 20,40            | 14,51            | 7,60             | 1,76             |                  |
| Середній мінімум, °C                          | −11,63           | −8,95            | −3,89            | 1,35             | 5,74             | 12,57            | 19,51            | 18,44            | 13,95            | 8,05             | 1,15             | −4,7             |                  |
| Норма опадів, мм                              | 37               | 35               | 48               | 36               | 30               | 5                | 1                | 1                | 0                | 10               | 24               | 37               |                  |
| Середньомісячна швидкість вітру, м/с          | 1.76             | 2.00             | 3.06             | 3.21             | 2.72             | 2.50             | 2.57             | 2.40             | 2.30             | 2.14             | 1.93             | 1.50             |                  |
| Середньомісячна сонячна радіація, кДж/м²·день | 9025             | 12305            | 14711            | 18170            | 22200            | 26787            | 25984            | 23978            | 20776            | 15366            | 10893            | 8849             |                  |
| --------------------------------------------- | ---------------- | ---------------- | ---------------- | ---------------- | ---------------- | ---------------- | ---------------- | ---------------- | ---------------- | ---------------- | ---------------- | ---------------- | ---------------- |
| Джерело:                                      |                  |                  |                  |                  |                  |                  |                  |                  |                  |                  |                  |                  |                  |